# Adrien Rommel

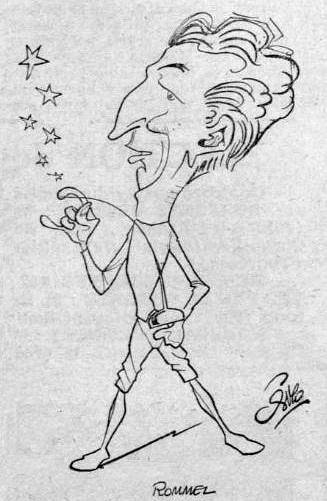
Adrien Géry Rommel (karikiert)

Adrien Géry Rommel (* 4. August 1914 in Paris; † 21. Juni 1963 in Clichy) war ein französischer Florettfechter, der zwei olympische Goldmedaillen und drei Weltmeistertitel gewann.

## Sportliche Laufbahn
Rommel focht für den Verein Racing Club de France in Paris. Als 1947 in Lissabon die ersten Weltmeisterschaften nach dem Zweiten Weltkrieg ausgetragen wurden, gehörte Rommel zur französischen Equipe und gewann zusammen mit Jéhan Buhan, André Bonin, René Bougnol und Christian d’Oriola den Titel in der Florett-Mannschaftswertung. Bei den Olympischen Spielen 1948 in London gewann die Mannschaft mit André Bonin, René Bougnol, Jehan Buhan, Jacques Lataste, Christian d’Oriola und Adrien Rommel die Goldmedaille vor den Italienern, im Einzel siegte Buhan vor Christian d’Oriola.
1949 gewann Rommel mit der Florett-Mannschaft ebenso WM-Silber wie im Jahr darauf bei der Weltmeisterschaft in Monte Carlo. 1951 in Stockholm siegte er zusammen mit René Bougnol, Jehan Buhan, Christian d’Oriola, Jacques Lataste und Claude Netter im Florett-Mannschaftswettbewerb. Auch bei den Olympischen Spielen 1952 in Helsinki siegte die französische Equipe, zusammen mit Jehan Buhan, Jacques Lataste, Claude Netter, Jacques Noël und Christian d’Oriola siegte Rommel in der Mannschaftswertung und gewann seine zweite olympische Goldmedaille. Bei den Fechtweltmeisterschaften 1953 in Brüssel gewann Rommel nach 1947 und 1951 sein drittes Mannschafts-Gold bei Weltmeisterschaften zusammen mit Claude Bancilhon, Christian d’Oriola, Jacques Lataste, Claude Netter und Jacques Noel. Seine letzte internationale Medaille gewann Rommel bei den Fechtweltmeisterschaften 1954, als er zusammen mit Claude Bancilhon, René Cintrat, Roger Closset, Christian d’Oriola und Claude Netter im Finale gegen die Italiener unterlag und noch einmal die Silbermedaille erhielt.